# Éric Moussambani
Éric Moussambani est un nageur olympique équatoguinéen, né le 31 mai 1978 à Malabo (Guinée équatoriale).

## Biographie

### Jeux olympiques d'été de 2000
Surnommé « Éric le nageur » ou « Éric l'anguille » (Eric the Eel) par les médias, Éric Moussambani de son vrai nom a connu une célébrité internationale éphémère lors des Jeux olympiques d'été de 2000 à Sydney, lorsqu'il réalisa son 100 m nage libre en 1 min 52 s 72, soit plus de deux fois le temps mis par ses concurrents (le record du monde de la discipline était de 48 s 18 secondes lors de ces Jeux olympiques), et 10 secondes de plus que le record du monde du 200 m, qui est de 1 min 42 s 96. Son temps le classe en 71e et dernière position des séries à 50 secondes de l'avant dernier, le Bahreïnien Dawood Youssef Mohamed Jassim. Les médias révélèrent le caractère incongru de sa performance, tout en applaudissant son courage, perçu comme un symbole de l'esprit olympique.
Bien que n'ayant pas le niveau de qualification requis, il avait obtenu sa participation aux Jeux olympiques grâce à une dérogation permettant à des pays en voie de développement, et donc ne disposant pas des coûteux aménagements nécessaires à l'entraînement d'athlètes de haut niveau, de participer. Avant de venir aux Jeux olympiques, Éric Moussambani, qui avait appris à nager depuis 8 mois seulement, n'avait encore jamais nagé un 100 m d'affilée de sa vie et n'avait jamais vu de piscine de 50 m, son entraînement ayant eu lieu dans une piscine d'hôtel de 20 m. Sa fédération disposant de moyens limités, il n'y a pas une seule piscine publique dans le pays hormis celle dans laquelle il s'était entraîné, son maillot et ses lunettes lui seront prêtés une heure avant l'épreuve par deux athlètes compatissants.
Il réalisa son temps seul dans le bassin, après l'élimination pour faux départ de ses deux adversaires, le Nigérien Karim Bare et le Tadjik Farkhod Oripov, qui avaient eux aussi bénéficié de cette dérogation. Ayant terminé la course sous les applaudissements et les encouragements de la foule, il remporta donc sa série par défaut.
Sa performance généra un intérêt médiatique et public pour la seule autre représentante équatoguinéenne en natation aux Jeux de Sydney, Paula Barila Bolopa. Celle-ci, tout comme Moussambani, n'avait jamais nagé dans une piscine de taille olympique avant le jour de l'épreuve. Elle enregistra le temps le plus lent de l'histoire du 50 mètres dames aux Jeux olympiques en 1 min 3,97 s. Pour la BBC, « Bolopa et Moussambani sont devenus deux des stars des Jeux de Sydney, tout comme Eddie « l’Aigle » Edwards était un héros des Jeux de Calgary en 1988 pour ses tentatives courageuses mais risibles de saut à ski ».

### Jeux olympiques d'été de 2004
Bien qu'il se soit entraîné pour une nouvelle participation aux Jeux, et qu'il soit parvenu à réaliser son 100 m en des temps inférieurs à 60 s, il n'a pas pu prendre part aux Jeux olympiques d'été de 2004 à Athènes à cause d'une erreur administrative commise par le Comité olympique équatoguinéen, qui a égaré la photo de son passeport. Il n'a pas participé non plus aux Jeux olympiques d'été de 2008.

### Suites
Il fut nommé entraîneur de l'équipe de natation de la Guinée équatoriale pour les Jeux olympiques d'été de 2012 à Londres.
Éric Moussambani a inspiré à Mahamat Saleh Haroun le personnage de Bourma Kabo dans son roman Les Culs-Reptiles (2022, éditions Gallimard).